# Gais AR
| AR ist das Kürzel für den Kanton Appenzell Ausserrhoden in der Schweiz. Es wird verwendet, um Verwechslungen mit anderen Einträgen des Namens Gais zu vermeiden. |

Gais ist eine politische Gemeinde im Mittelland des Kantons Appenzell Ausserrhoden in der Schweiz.

## Geographie
Gais liegt 15 km südlich der Stadt St. Gallen; an der Strecke der Appenzeller Bahnen, die St. Gallen mit Appenzell einerseits und via Stoss AR mit Altstätten andererseits verbindet.
Die Nachbargemeinden sind die ausserrhodischen Gemeinden Trogen und Bühler, die innerrhodischen Bezirke Schlatt-Haslen, Appenzell und Schwende-Rüte sowie die sanktgallischen Gemeinden Eichberg und Altstätten. Ein Dreikantoneeck zu den Kantonen Appenzell Innerrhoden und St. Gallen findet sich auf dem Gipfel des Hörchelchopfs. ().
Gais umfasst eine Fläche von 2119 Hektaren. Davon sind 147 Hektaren Siedlungsfläche, 1004 Hektaren Landwirtschaftsfläche, 935 Hektaren bestockte Fläche und 33 Hektaren unproduktive Fläche. Die Gemeinde liegt auf 933 m ü. M., wobei sich der höchste Punkt – der Hausberg Gäbris, ein bekanntes Ausflugsziel – auf 1246,8 m ü. M. und der tiefste auf 827 m ü. M. befindet.

## Geschichte

Gais, Ortsgesamtansicht, 1910

Historisches Luftbild von Walter Mittelholzer von 1923

1272 wird Gais erstmals urkundlich als «de Geis» erwähnt. Man vermutet, dass sich der Ortsname vom althochdeutschen Tiernamen geiz (= Ziege) ableitet und daher rührt, dass a.) ursprünglich besonders viel Wild, b.) möglicherweise grössere Mengen Ziegen im heutigen Gemeindegebiet zu beobachten waren. Damals gehörte Gais zur Abtei St. Gallen, bildete aber ein sogenanntes Sonderamt. Das bedeutete für die Ortschaft einen eigenen Ammann und ein eigenes Gericht und somit eine gewisse kommunale Eigenständigkeit. Eine erste Kirche wurde zwischen 1275 und 1333 erbaut, 1370 wurde sie zur Pfarrkirche erhoben.
Während der Appenzellerkriege (1401–1429) war Gais nach der Vögelinsegg 1403 durch die Schlacht am Stoss 1405 einer der Kriegsschauplätze. Nach den Kriegen wurde Gais im neuen Land Appenzell Teil der Rhode Rinkenbach-Wies. Kurz darauf schlossen sich die Rhode Rotenwies und die Rhode Rietli-Schachen dem neuen Gaiser Gebiet an. Aufgrund der Vermehrung der Kirchgemeinschaft wurde 1460 eine neue Kirche an der Stelle der alten errichtet, und es bildete sich eine Siedlung um den Dorfplatz, die 1467 als ville Gais erwähnt wird.
1518 konnte sich Gais vom Kloster St. Gallen loskaufen und wurde somit zu einer Appenzeller Rhode. Gais war eine Halbrhode: Die eine Hälfte gehörte zu den äusseren Rhoden, die andere zu den inneren Rhoden. Im Jahr 1525 bekannte sich Gais zur Reformation, was zu Spannungen innerhalb der Rhode führte: Während die Äusseren sich der neuen Glaubensrichtung zugewandt hatten, blieben die Inneren beim alten Glauben. Bis zur Landteilung 1597 lagen die beiden Halbrhoden praktisch dauernd im Streit. Ab 1597 zählt die äussere Halbrhode Gais als vollwertige Kirchhöri zu Appenzell Ausserrhoden. Die Gemeinde besass aber weiterhin Anrecht auf gewisse Teile der Alpen (bis 1674) und des Gemeinwerks «Mendle» (bis 1815) in Appenzell Innerrhoden.
Am 18. September 1780 brach in Gais bei heftigem Südostwind ein Feuer aus, das nahezu das ganze Dorf samt der Kirche verwüstete. In der ganzen Eidgenossenschaft wurden Spenden gesammelt. Mit dem Wiederaufbau wurde unverzüglich begonnen. Er folgte dem ursprünglichen Dorfplan, die Häuser wurden aber in einem neuen Stil mit klassizistischen Elementen und Rokoko-Einflüssen erbaut. So entstand ein geschlossenes Ortsbild rund um den Dorfplatz, das für den kurtouristischen Erfolg der Gemeinde eine bedeutende Rolle spielte.

Dorfplatz in einer Ansicht von 1830 mit einem Molkenträger im Vordergrund

Zwischen 1749 und 1860 war Gais ein bekannter Molkenkurort. Ihre Anfänge als Kurort nahm die Gemeinde dank eines todkranken – wahrscheinlich tuberkulösen – Zürchers. Er kam 1749 nach Gais und genas überraschend dank einer Molkenkur und der Bergluft. Der erste Kurbetrieb war die Schildwirtschaft «Ochsen» (heute Restaurant «Falken») am Dorfplatz. Der Kurarzt Johann Heinrich Heim (1802–1876) förderte mit seiner medizinischen Theorie von der Heilkraft der Ziegenmolke das Kurwesen massgeblich (vgl.). Die Molke wurde von verschiedenen innerrhodischen Alpen täglich frisch in hölzernen Tansen und Bütten nach Gais geliefert. Der bekannteste Träger war Anton Josef Inauen (1722–1791), der als «Schottensepp» auch zum Motiv zahlreicher Zeichnungen wurde. Ab Mitte der 1780er-Jahre – nach Dorfbrand und Wiederaufbau – kamen immer mehr Gäste zur Kur, unter ihnen auch namhafte Persönlichkeiten. Der Niedergang des Kurorts begann 1860: Noch ohne Bahnverbindungen schaffte Gais den Übergang zum modernen Kurort nicht und wurde vom ausserrhodischen Heiden abgelöst. Die Strassenbahnverbindung nach St. Gallen wurde 1889 eröffnet, nach Appenzell 1904 und nach Altstätten 1911.
1977 wurde Gais für die weitsichtige Planungsarbeit zur Erhaltung und Pflege des schönen Ortsbilds vom Schweizer Heimatschutz mit dem Wakkerpreis ausgezeichnet. Gewürdigt wurde damit das harmonische Zusammenspiel der klassizistischen Bürgerhäuser mit Walmdächern mit den Blockbauten in traditionell-ländlicher Holzgiebelausführung rund um den Dorfplatz. Seit 1908 bereits gibt es eine Ortsbildkommission, die ein Baureglement, einen Fonds zur Erhaltung von Häusern sowie Auflagen für Bauwerke an exponierten Stellen schuf. So wurde das Zentrum geschützt, während Gais gleichzeitig an den Hängen längs der Hauptachse kräftig wuchs. Aufgrund der günstigen Erschliessung durch den öffentlichen Verkehr und der sonnigen Lage hat sich Gais seit 1980 zunehmend zu einer Wohngemeinde entwickelt. Mehrere Neubauquartiere setzten ab 1960 markante Akzente.
Im Unterschied zu den anderen Ausserrhoder Gemeinden hat sich der Begriff «Rhode» als Bezeichnung für die Allmendgenossenschaften der alten Gemeinwerke auf Gaiser Boden erhalten. Sie blieben als selbständige Korporationen (Rhode Hackbühl, Rhode Rietli-Schachen und Rhode Rotenwies) bis heute bestehen und mehrten besonders im 19. Jahrhundert ihren Grundbesitz. Es handelt sich dabei vor allem um Forst- und Landwirtschaftsgebiete.

### Bevölkerung
| Bevölkerungsentwicklung | Bevölkerungsentwicklung | Bevölkerungsentwicklung | Bevölkerungsentwicklung | Bevölkerungsentwicklung | Bevölkerungsentwicklung | Bevölkerungsentwicklung | Bevölkerungsentwicklung | Bevölkerungsentwicklung | Bevölkerungsentwicklung | Bevölkerungsentwicklung | Bevölkerungsentwicklung | Bevölkerungsentwicklung | Bevölkerungsentwicklung | Bevölkerungsentwicklung |
| ----------------------- | ----------------------- | ----------------------- | ----------------------- | ----------------------- | ----------------------- | ----------------------- | ----------------------- | ----------------------- | ----------------------- | ----------------------- | ----------------------- | ----------------------- | ----------------------- | ----------------------- |
| Jahr                    | 1667                    | 1850                    | 1870                    | 1888                    | 1900                    | 1920                    | 1941                    | 1960                    | 1980                    | 1990                    | 2000                    | 2010                    | 2020                    | 2022                    |
| Einwohner               | 1870                    | 2480                    | 2552                    | 2476                    | 2854                    | 2788                    | 2254                    | 2488                    | 2388                    | 2662                    | 2770                    | 3065                    | 3067                    | 3101                    |

## Politik
Ernst Koller ist der aktuelle Gemeindepräsident (Stand Juli 2022). Gais verfügt über einen siebenköpfigen Gemeinderat, der unter der Leitung des Gemeindepräsidenten steht. Der Rat wird für eine vierjährige Amtszeit von den Stimmbürgerinnen und Stimmbürgern im Majorzverfahren bestimmt. Der Gemeinderat ist ein politisches Organ der Exekutive und kümmert sich im Rahmen seiner Kompetenzen um die laufenden Geschäfte der Gemeinde. Es gibt auf Gemeindeebene keine begrenzte Anzahl Amtszeiten. Die aktuelle Zusammensetzung des Gemeinderats ist auf der Webseite der Gemeinde ersichtlich.
Aufgrund der Einwohnerzahl hat Gais im Kantonsrat in Herisau, der Legislative des Kantons, vier Sitze. Die Personen werden im Majorzverfahren von den Stimmbürgerinnen und Stimmbürgern für eine Amtszeit von vier Jahren gewählt. Die Kantonsrätinnen und Kantonsräte vertreten die Interessen der Gemeinde auf kantonaler Ebene. Die aktuellen Vertretungen aller Gemeinden sind auf der Webseite des Kantonsrats verzeichnet.

## Wirtschaft und Infrastruktur
Traditionell spielten Milch- und Viehwirtschaft eine bedeutende Rolle in der Gemeinde. Hinzu kamen ab dem 16. Jahrhundert Solddienst und Textilgewerbe. Ab Beginn des 17. Jahrhunderts war die Leinwandweberei ein wichtiger Erwerbszweig für die Bevölkerung. Ab Mitte des 18. Jahrhunderts verlagerte sich die Produktion vermehrt zur Baumwolle. Gais profitierte zwar wirtschaftlich weniger vom Textilgewerbe als seine Nachbargemeinden; trotzdem trug die Branche massgebend zum Wohlstand der Gemeinde bei. Am Rotbach im Strahlholz standen seit dem 17. Jahrhundert mehrere Mühlen und Bäckereien, im 19. Jahrhundert siedelten sich dort zunehmend Textilfabriken an (Spinnerei, Druckerei und Appretur; Bleicherei, Färberei und Appretur; verschiedene Stickfabriken und Textilhandelshäuser; sechs Zwirnereien). Mit dem Ersten Weltkrieg begann der Niedergang des Gewerbes, insbesondere der Heimindustrie. 1990 wurde das Gelände von der neugegründeten GZS Gewerbezentrum Strahlholz AG erworben. Seither haben sich dort unterschiedliche Gewerbe angesiedelt, es gibt Ateliers für Kunstschaffende und günstige Wohnräume.
Nachdem Gais zwischen 1749 und 1860 als Molkenkurort berühmt war, gestaltete sich die zweite Hälfte des 19. Jahrhunderts im Bereich des Tourismus als schwierig. Ab etwa 1880 erlebte der Tourismus dank Ferienkolonien und neu eröffneter Pensionen einen Aufschwung. Gais wurde zu einer beliebten Wandergegend. Nach 1905 verloren die Unterkünfte ihre Attraktivität, und der Tourismus ging stark zurück.
In den Nachkriegsjahrzehnten war die Ansiedlung von Mittel- und Grossbetrieben in Gais eine Herausforderung, da die Gemeinde im Ruf einer Schlafgemeinde und einer vorsichtigen Wirtschaftspolitik stand. Dies wiederum führte zu einer höheren Lebensqualität im Dorf. Heute sind über 130 verschiedene Gewerbe in Gais eingetragen. Darunter sind Unternehmen wie die Klinik Gais AG und holzverarbeitende Unternehmen.
2018 eröffnete das Rechenzentrum Ostschweiz im Industriegebiet von Gais. Es handelt sich dabei um Datenspeicher mit hohem Sicherheitsniveau. Das Rechenzentrum ist gleichzeitig ein Kraftwerk: Der kubische Baukörper ist an den Fassaden und auf dem Dach mit Fotovoltaikelementen ausgestattet, und die Abwärme von der Kühlung der Datenspeicher wird in ein Wärmenetz eingespeist.

### Medien
«s Gääser Blättli» ist das «Anzeige-Blatt für die Gemeinden Gais, Bühler und deren Umgebung», erscheint seit 1901 und ist das amtliche Publikationsorgan. Es löste den sogenannten Kirchenruf, also das Verlesen von Mitteilungen nach der Predigt, ab. Es begann als Wochenblatt mit 600 Abonnenten, ab 1910 erschien es zweimal wöchentlich. Hergestellt wurde das Anzeige-Blatt ursprünglich von der Druckerei Kern in Gais, seit 2004 wird es von der Druckerei Appenzeller Volksfreund publiziert. 2023 betrug die Auflage gut 1000 Exemplare.

### Bildung

Das Töchterninstitut des Herrn Krüsi

Bis ins 19. Jahrhundert hinein wurde nicht in öffentlichen Schulhäusern, sondern in Schulstuben unterrichtet. Diese waren oft in den Wohnungen der Lehrer eingerichtet. Die Lehrer brauchten bis 1801 keine pädagogische Ausbildung. Der wöchentliche Schullohn wurde von den Eltern der Schüler bezahlt und durfte nicht über drei Batzen betragen. Ab 1650 wurde angeordnet, dass die Schule auch während des Sommers stattfinden solle. 1777 wurde in Gais eine Freischule eingerichtet. Durch diese Schule war es auch ärmeren Kindern möglich, Bildung zu erhalten. Die obligatorische Schulzeit betrug zu Beginn sieben Jahre. 1910 wurde ein achtes Schuljahr Pflicht.
Eine wichtige Episode der Bildungsgeschichte von Gais war der Betrieb der Vor- und Fortbildungsanstalt für Lehrer auf der Riesern. Gegründet wurde sie 1833 vom Pädagogen Hermann Krüsi, einem Bürger von Gais und ehemaligen engen Mitarbeiter von Johann Heinrich Pestalozzi. Dieses erste und einzige Lehrerseminar in Appenzell Ausserrhoden, zusammen mit einer privaten Knabenanstalt und einem Institut für Mädchen am selben Ort, leitete Krüsi bis zu seinem Tod 1844.
Heute gibt es in Gais Kindergärten, eine Primarschule und eine Sekundarschule. Seit 2013 sind die Oberstufen von Gais und Bühler zusammengelegt. Dabei gehen die Jugendlichen während der ersten beiden Jahre der Oberstufe in Gais zur Schule, im letzten obligatorischen Schuljahr (neunte Klasse) besuchen sie die Oberstufe in Bühler. Die einzige weiterführende Schule des Kantons Appenzell Ausserrhoden (Sekundarstufe II) ist die Kantonsschule Trogen.

### Öffentliche Einrichtungen
Als erste der Schweiz wurde 1958 die medizinische Rehabilitationsklinik in Gais eröffnet. Es begann mit einer Klimastation für medizinische Rehabilitation im Haus «Blume» am Dorfplatz, seit 1965 befindet sich die Klinik am heutigen Standort und ist seither mehrfach erweitert und modernisiert worden. Sie behandelt Patienten, die an Herz-Kreislaufproblemen, an psychosomatischen und internistischen Problemen oder an Krebserkrankungen leiden. Sie unterstützt die Patienten dabei, in ihre eigenen Umfelder zurückzufinden. Das hauseigene Hallenbad ist öffentlich zugänglich, und auch Kulturveranstaltungen finden des Öfteren statt.
Das Alterszentrum Rotenwies ist ein öffentlicher Betrieb der Gemeinde Gais. In den beiden Häusern «Rotenwies» und «Gäbris» ist Platz für 50 Seniorinnen und Senioren. Ausserdem gibt es einen Mittagstisch und eine öffentliche Cafeteria. Das Haus «Gäbris» war 1964 als «Bürgerheim» erbaut worden.
Von 1904 bis 1983 gab es in Gais ein Spital mit einem Absonderungshaus für Patienten mit ansteckenden Krankheiten. Es wurde lange von Bethanier-Diakonissen geführt. In den 1980er-Jahren entschied der Gemeinderat aus finanziellen Überlegungen, das Spital zu schliessen. Die Akutversorgung wurde aufgegeben, dafür das Pflegeangebot im Alterszentrum Rotenwies ausgebaut.
Im «Ruehüsli» am Fuss des Hirschbergs konnten ab 1919 mittellose Frauen für eine oder zwei Wochen dem Alltag entfliehen. Ins Leben gerufen wurde das Projekt von Stephanie Bernet, der ersten Sozialarbeiterin der Stadt St. Gallen. Aus dem Ferienheim wurde später ein Kurhaus, unter dem neuen Namen «Idyll» wird es heute als Seminar- und Ferienhotel geführt.

### Verkehr

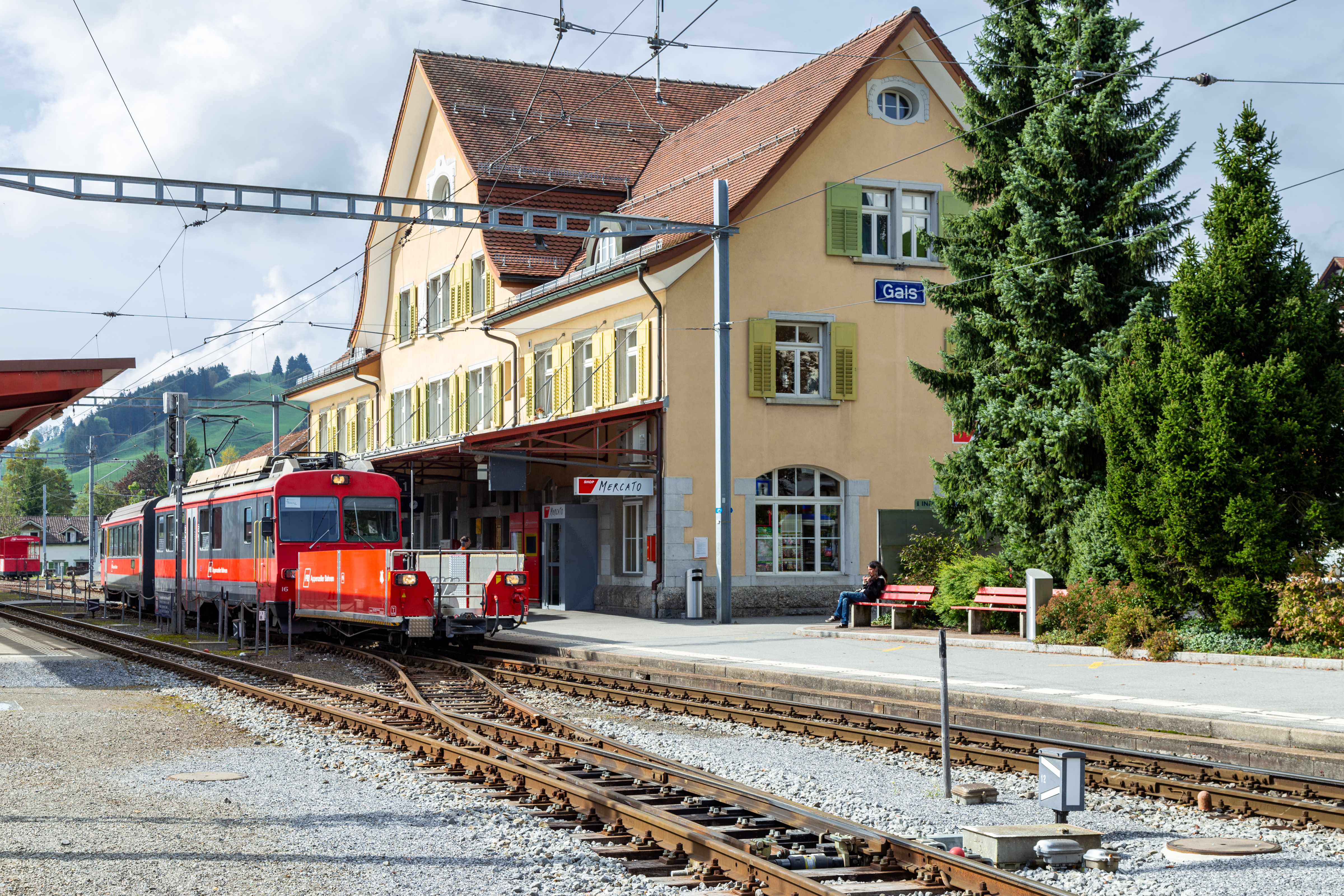
Bahnhof Gais

Der Saumweg von Altstätten über den Stoss nach Gais und weiter über Zweibrücken nach Appenzell wird bereits 1405 erwähnt. Die alte Verbindung nach Bühler und weiter nach St. Gallen führte noch nicht durch die Strahlholzschlucht, sondern umging diese nördlich am Hang über Bernbrugg, Güetli und Rotloch. Der Ausbau der Strassen und die Strassenführung Richtung Bühler entlang dem Rotbach durch die Schlucht begann nach dem Einmarsch der Franzosen ab 1798. Der Ausbau beschleunigte sich nach 1830 infolge des wirtschaftlichen Aufschwungs.

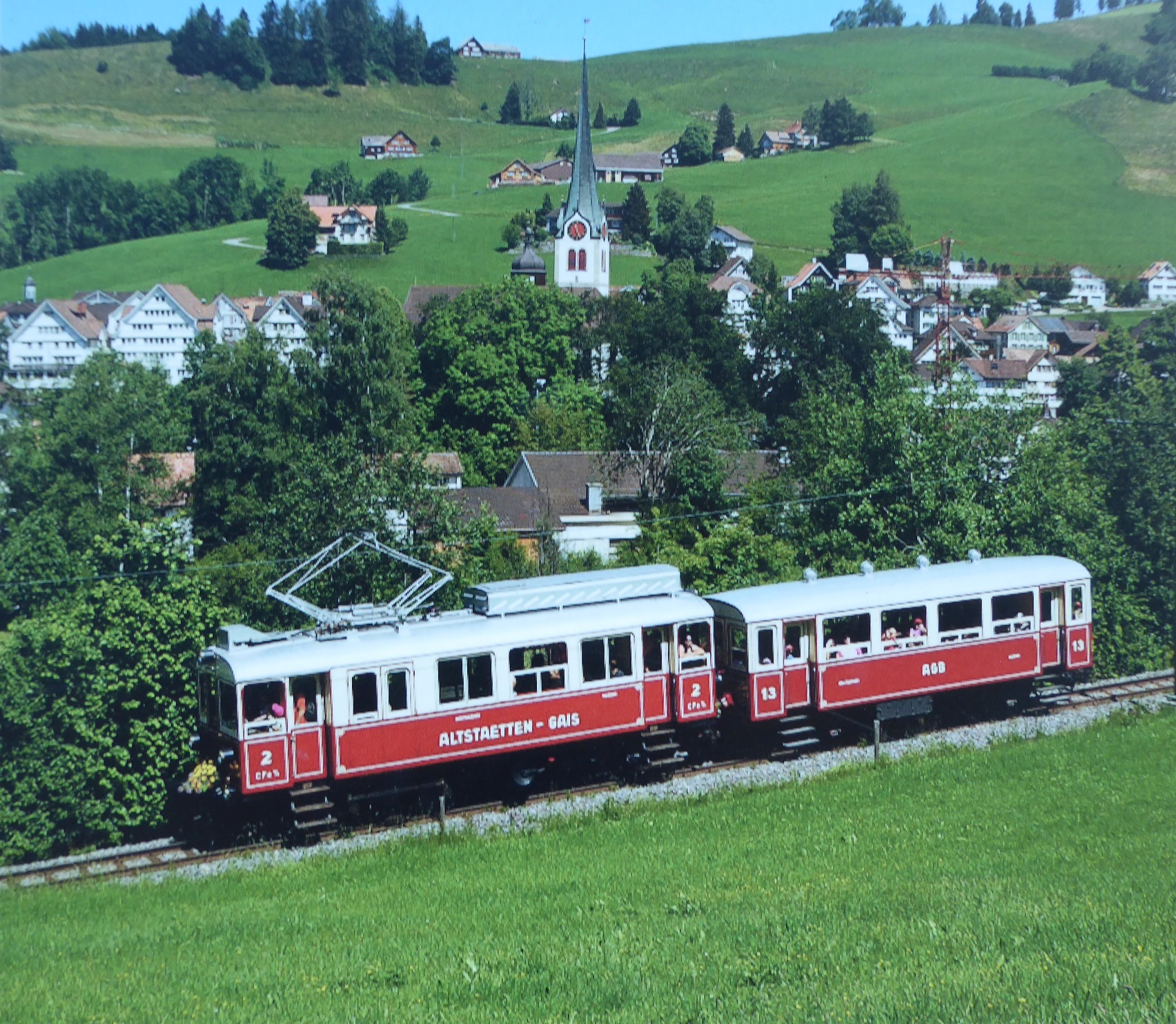
Triebwagen CFe3/3 der Altstätten-Gais-Bahn

Als in der Schweiz die ersten Bahnlinien gebaut wurden, wünschten Industrie und auch Tourismus eine Anbindung des Appenzeller Mittellands an das Eisenbahnnetz. 1872 bildete sich eine Kommission, die Studien zu einer Streckenführung für eine Bahn von St. Gallen nach Gais erarbeiten liess. Die Herausforderung war insbesondere die Überwindung des Riegels zwischen Bernegg und Menzlen. Den Durchbruch brachte die Entwicklung eines neuen Lokomotivtyps mit Adhäsions- und Zahnstangenbetrieb, damit konnte die Steigung ins Riethüsli gemeistert werden. 1885 gründeten Industrielle und Politiker eine Aktiengesellschaft zur Finanzierung der Bahn, ab 1887 wurde gebaut. 1889 nahm die «Appenzeller Strassenbahn» auf der Linie St. Gallen–Gais den Betrieb auf. Die Fortsetzung nach Appenzell mit dem Sitterviadukt wurde 1904 eröffnet. Seit der Eröffnung des Ruckhaldetunnels 2018 verkehren die Appenzeller Bahnen ohne Zahnradantrieb und als Durchmesserlinie von Trogen via St. Gallen nach Gais und Appenzell.
Die Initiative für eine elektrische Zahnradbahn von Altstätten über den Stoss nach Gais ging von Altstätten aus. 1905 erhielt das Initiativkomitee eine Konzession, ab 1910 wurde die Bahn realisiert. Auch diese Bahn musste sowohl mit einem Zahnrad- als auch mit einem Adhäsionsantrieb ausgestattet werden. Die Bahnstrecke Altstätten–Gais nahm ihren Betrieb 1911 auf.

## Kultur und Freizeit

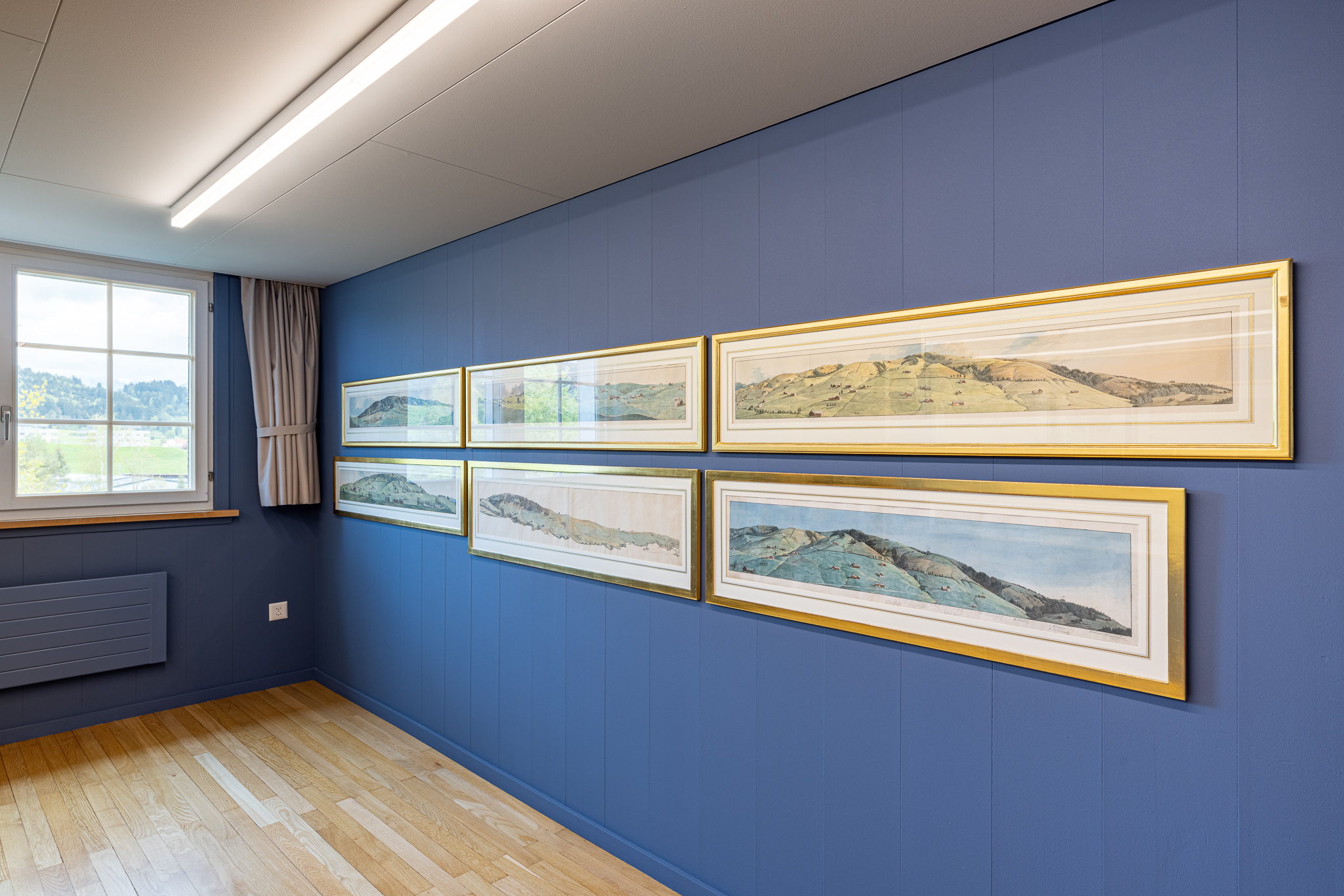
Die Panoramen von Johann Ulrich Fitzi im Museum Gais

### Museen und Bildende Kunst
In der Zeit von Gais als Molkenkurort kamen viele Kleinmeister ins Dorf und verfertigten Dorfansichten und Panoramen, die den Kurgästen als Andenken verkauft wurden. Eine Sammlung dieser Ansichten von «Alt Gais» bildete den Grundstock des Museum Gais im Haus «Blume» am Dorfplatz. Das Museum wurde 2021 neu gestaltet. Es zeigt die alten Dorfansichten, insbesondere die sieben Panoramen von Johann Ulrich Fitzi, ausserdem einige Objekte zur Ortsgeschichte und Wechselausstellungen mit Bezug zum Ort.
Im Strahlholz hat der Künstler Hans Schweizer (* 24. Mai 1942) sein Atelier. Sein Werk umfasst Zeichnungen, Malerei, Druckgrafik und Skulptur. Seine Sujets sind die Natur, Gebäude, Menschen und immer wieder technische Elemente wie ein Helikopter oder ein Bus – in einer ganz eigenen Farbgebung. 2011 wurde Hans Schweizer mit dem Ausserrhoder Kulturpreis ausgezeichnet.
Zu den bedeutendsten klassischen Appenzeller Bauernmalern gehörte der 1845 in Gais geborene Johann Ulrich Knechtli. 1880 begann er zu malen. Knechtli wurde berühmt für seine heiteren Sennenszenen, und seine Tafelbilder waren von grosser Ausdruckskraft. Beinahe in jedem seiner Bilder sind in Bächen auslaufende Schneebänder zu erkennen.
Lilly Langenegger-Eisold wurde 1944 in Zürich geboren und arbeitete im Kindererholungsheim in Gais. Ab 1969 widmete sie sich dem Malen. Sie arbeitet in den Bereichen der Bauernmalerei und der Radierung. Langenegger-Eisold illustrierte die Kinderbücher Flöckli, das Geisslein und Bläss und Zita, die heute noch bekannt sind.

### Musik
In Gais gab es mehrere Chöre. 1857 wurde der spätere Männerchor im Gasthaus «Traube» gegründet. In den 1860er-Jahren wurde der Frauenchor ins Leben gerufen, früher wurde dieser auch «Töchterchor» genannt. 1911 vereinigten sich die beiden Chöre, und es entstand der «Gemischte Chor Gais». Dieser trägt heute (Stand 2022) den Namen «Chor Gais» und zählt 45 aktive Mitglieder. Der Männerchor «Frohsinn» besteht seit 1890. Er führt jährlich eine Unterhaltung mit Musik und Theater durch und wirkt bei kirchlichen Anlässen, Geburtstagsfeiern, Hochzeiten und anderen Anlässen mit. Seit 1917 gibt es auch einen Frauenchor «Frohsinn».
1890 wurde in der Gemeinde die «Musikgesellschaft Gais» gegründet. Dank grosser Unterstützung der Bevölkerung konnte sie Instrumente kaufen – und belebte mit ihren Abendunterhaltungen dann auch das Dorf. Durch den damaligen Dirigenten Markus Schai wurde die Gesellschaft 1968 als Brass Band neu formiert.
Seit 2017 gibt es «Klang Moor Schopfe». Das biennale Festival für audiovisuelle Kunst wurde vom Gaiser Musiker und Klangkünstler Patrick Kessler initiiert. Es findet im Hochmoor Schopfe am Fuss des Hirschbergs statt. Die verteilten Scheunen werden von internationalen Künstlerinnen und Künstlern mit ortsspezifischen Klanginstallationen bespielt und können auf einem Rundgang besucht werden.

### Bauwerke

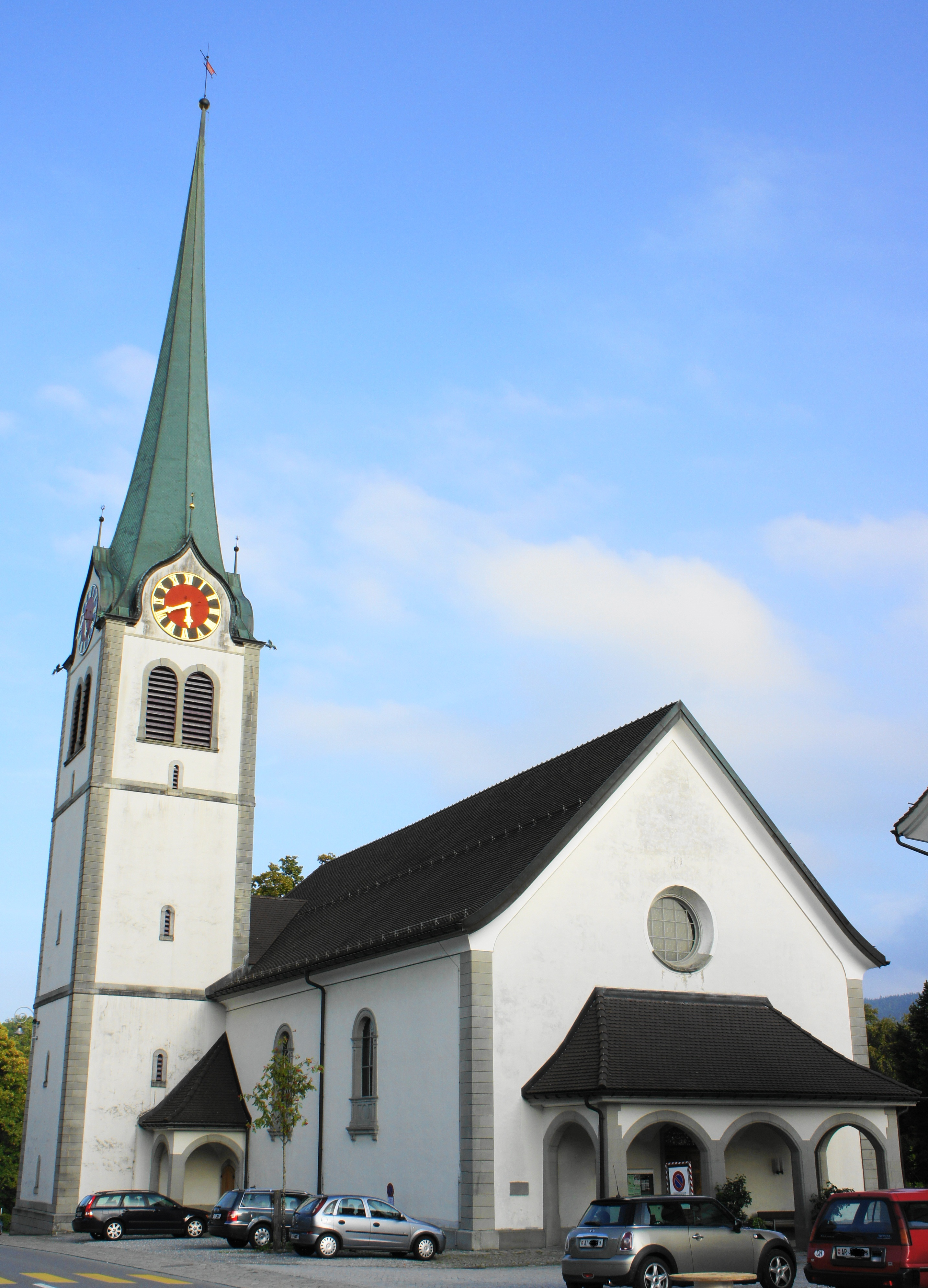
Die reformierte Kirche am Dorfplatz von Gais

- Die Dorfanlage mit den traditionellen Holzhäusern mit geschweiften Giebeln und einigen repräsentativen Steinbauten entstand hauptsächlich nach dem Brand von 1780. Die Häuser um den Dorfplatz und an der Webergasse bis zur Schwantleren im Nordosten bilden den Kern des Orts.
- Die reformierte Kirche wurde 1781 bis 1782 von Hans Ulrich Haltiner erbaut. Es handelt sich um eine schlichte Landkirche mit Rundbogenfenstern und einem Satteldach, das von einem dreigeschossigen Turm mit einer achtseitigen Lanzette als Helm übergeht. Der Innenraum ist nur andeutungsweise in Schiff und Chor unterteilt. Er wird von einer Gipskuppel mit Rokoko-Stuckaturen überwölbt. Die beiden Emporen an der West- und Nordwand, die Kanzel und der Prospekt der Orgel sind in Nussbaumton gebeizt.[9]
- Das Haus zum Ochsen am Dorfplatz hat an der Rückseite einen Haubenturm. Es wurde 1796 von Konrad Langenegger als Kurhaus des alten «Ochsen» erbaut.
- In der nördlichen Häuserreihe am Dorfplatz steht das 1781 erbaute Haus Eisenhut mit mehrfach geschweiftem Giebel.
- Das 1783 für den damaligen Landeshauptmann Jakob Gruber gebaute freistehende Haus verbindet spätbarockes Stilgefühl mit der einheimischen Bauweise. Es weist ein Rokokoportal und einen über der Mittelachse hohen, doppelt geschweiften Quergiebel aus. Das Obergeschoss wird durch Kolossalpilaster gegliedert.

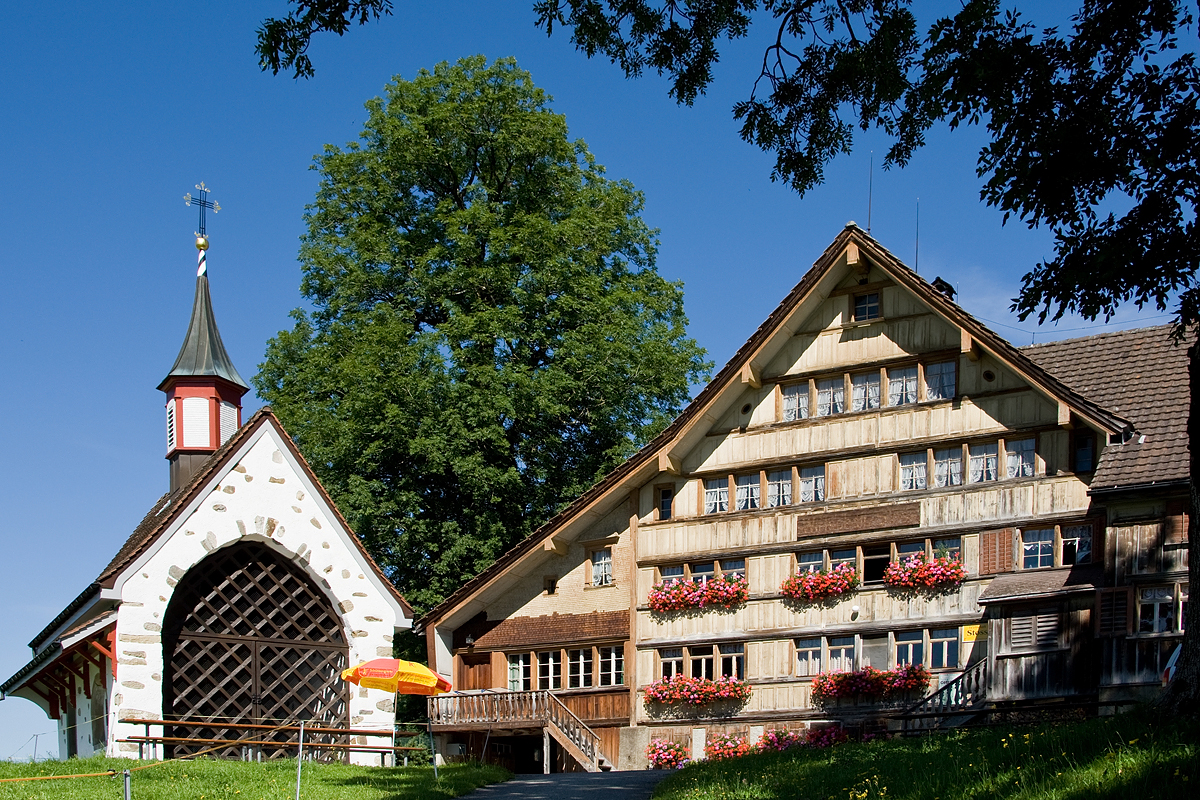
Die Kapelle am Stoss mit dem Gasthaus

- Die Schlachtkapelle am Stoss östlich von Gais wurde im 15. Jahrhundert zur Erinnerung an den 1405 errungenen Sieg der Appenzeller über ein österreichisches Heer (Schlacht am Stoss) erbaut und 1955 von Johann Hugentobler umgestaltet.
- Die Gaiser Wände sind bemalte Holzbohlenwände des 16. Jahrhunderts, die 1977 bei der Renovation der Unteren Säge in der Rotenwies zum Vorschein kamen. Die Malereien mit Öl auf Fichtenholz zeigen ein Ehepaar, eine Kuhherde mit Hirt, Singvögel und eine Eule sowie Weinranken. Die Wände wurden vom Kanton Appenzell Ausserrhoden erworben, restauriert und befinden sich nun im Eigentum der Stiftung für appenzellische Volkskunde. Sie sind im Appenzeller Volkskunde-Museum in Stein AR ausgestellt.[9][46]

### Sport
Nach der Erstgründung 1855 des Turnvereins Gais erfolgte fünf Jahre später dessen Auflösung. 1881 erfolgte die zweite Gründung. 1913 etablierte sich der Frauenturnverein. Heute stellt der Turnverein elf verschiedene Riegen, darunter Geräteturnen und Unihockey.
Der Schwingclub Gais wurde 1946 gegründet und zählt ungefähr 50 Schwinger. Der Schwingclub Gais organisiert jährlich den Lichtmess-Schwinget und ist an diversen Dorf-Aktivitäten präsent.
1990 kam die Idee eines Schwimmclubs auf. Der Gaiser Schwimmclub bietet eine Schwimmschule, «Schwimmen für alle» und eine Sportgruppe an. Letztere trainiert während vier Einheiten und bereitet sich auf nationale und internationale Wettkämpfe vor.
Die Gemeinde Gais bietet die Möglichkeit des Langlaufs. Auf mehreren Loipen kann während der Wintermonate trainiert werden, auch nachts.
Rund um Gais gibt es zahlreiche Wanderwege am Hirschberg und am Gäbris. Der Themenweg «Lauras Lieblingsplätze» ist eine Tour für Familien rund um Gais mit der Geiss Laura. Von Gais über den Schwäbrig nach Trogen führt der «Meteoweg» mit Orientierungstafeln über meteorologische Zusammenhänge. Zwischen Schwäbrig und Gäbris befindet sich ein Seelein in einem Hochmoor, in dem früher Torf gestochen wurde. Der Landwirt Ernst Bodenmann vertiefte später die Grube und schuf einen kleinen See mit einem Biotop für Pflanzen und Tiere.

### Regelmässige Veranstaltungen
1885 fand in Gais das erste Mal die Viehschau statt. Dabei präsentieren die Bauern aus der Gemeinde ihre Kühe, unter denen die schönste gekürt wurde. 1904 fand in Gais die zweite Viehschau statt. Mit seltenen Ausnahmen findet die beliebte Veranstaltung auch heute noch jedes Jahr im Herbst statt.
Alle zwei Jahre findet in Gais der Abschlussappell der Militärübung Blue Flag – Fo(u)r Peace Central Europe statt, zuletzt im Juli 2019.

## Persönlichkeiten
- Michael Bless (* 1986), vierfacher eidgenössischer Kranzschwinger, lebt in Gais
- Michael Albasini (* 1980), Radrennfahrer, lebt in Gais
- Heinrich Altherr (1909–1993), Mundartschriftsteller
- Bartholomäus Anhorn der Ältere (1566–1642), evangelisch-reformierter Pfarrer und Historiker in Graubünden und Appenzell, gestorben in Gais
- Hans Buschor (1933–2017), katholischer Priester, 1972–1994 Pfarrer in Gais
- Johann Ulrich Eisenhut (1823–1890), Unternehmer, Kantons-, Regierungs- und Nationalrat, geboren in Gais
- Hans Peter Fitzi (1937–2020), Theaterregisseur und -autor, geboren in Gais
- Sandra Graf (* 1969), Leichtathletin, lebt in Gais
- Johannes Gruber (1640–1710), Textilunternehmer, Regierungsmitglied und Landammann, geboren in Gais
- Jakob Gruber (1676–1750), Landwirt, Regierungsmitglied, Tagsatzungsgesandter und Landammann, geboren in Gais
- Johann Ulrich Grunholzer (1810–1880), Gemeindeschreiber, Landschreiber und Politiker, geboren in Gais
- Samuel Heim (1764–1860), Unternehmer, geboren in Gais
- Johann Heinrich Heim (1802–1876), Nationalrat und Regierungsrat, geboren in Gais
- Heinrich Jakob Heim (1828–1892), Pfarrer, geboren in Gais
- Stefan Höhener (* 1980), ehemaliger Rennrodler, geboren in Gais
- Johannes Hofstetter-Meier (1838–1902), Textilunternehmer, Kantonsrat und Regierungsrat, geboren in Gais
- Albert von Keller (1844–1920), Maler, geboren in Gais
- Johann Ulrich Knechtli (1845–1923), Appenzeller Bauernmaler, geboren in Gais
- Louis Kürsteiner (1862–1922), Bauingenieur, geboren in Gais
- Lilly Langenegger-Eisold (* 1944), Malerin, lebt in Gais
- Albert Oehlen (* 1954), zeitgenössischer Künstler, lebt in Gais
- Johannes Rechsteiner (1618–1665), Gemeindepräsident, Landammann und Tagsatzungsgesandter
- Eduard Schweingruber (1899–1975), reformierter Theologe, bis 1941 Leiter des Kurhauses «Kardia» in Gais
- Nicolas Senn (* 1989), Hackbrettspieler, Moderator, lebt in Gais
- Emil Walser (1909–1972), Volksmusikant und Komponist, geboren in Gais
- Lorenz Wetter (1654–1734), Kaufmann, Landesseckelmeister, Landesstatthalter, Landammann und Tagsatzungsgesandter, geboren in Gais
- Johann Konrad Zuberbühler (1787–1858), Pädagoge, Ratsherr, Gemeindepräsident, Landrat und Schulinspektor, geboren in Gais

## Bilder

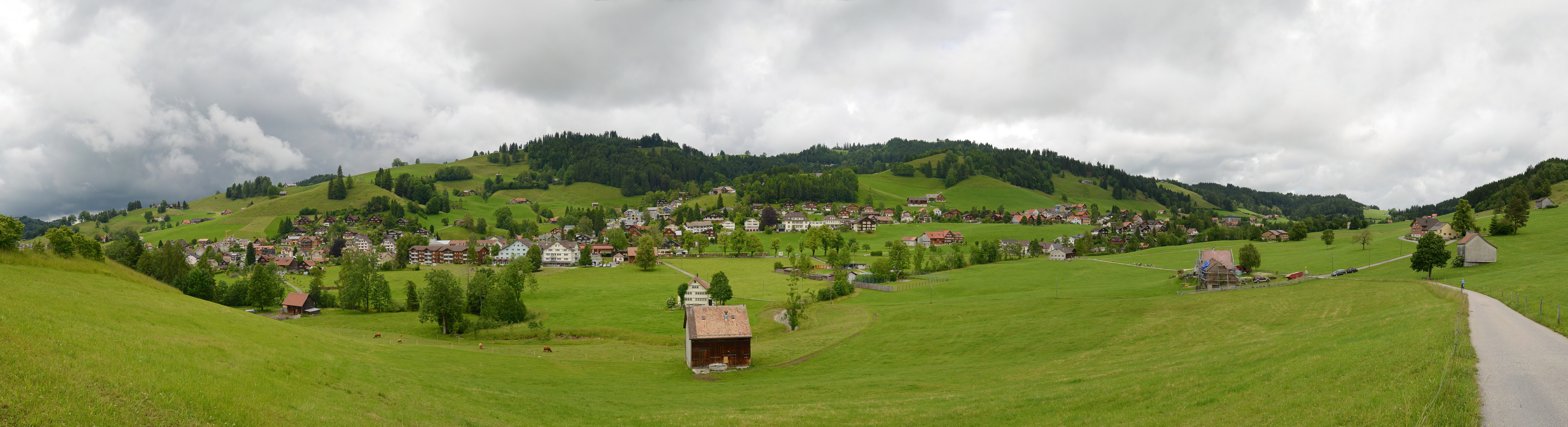
Gais AR von Süden, im Hintergrund der Gäbris, Juli 2013
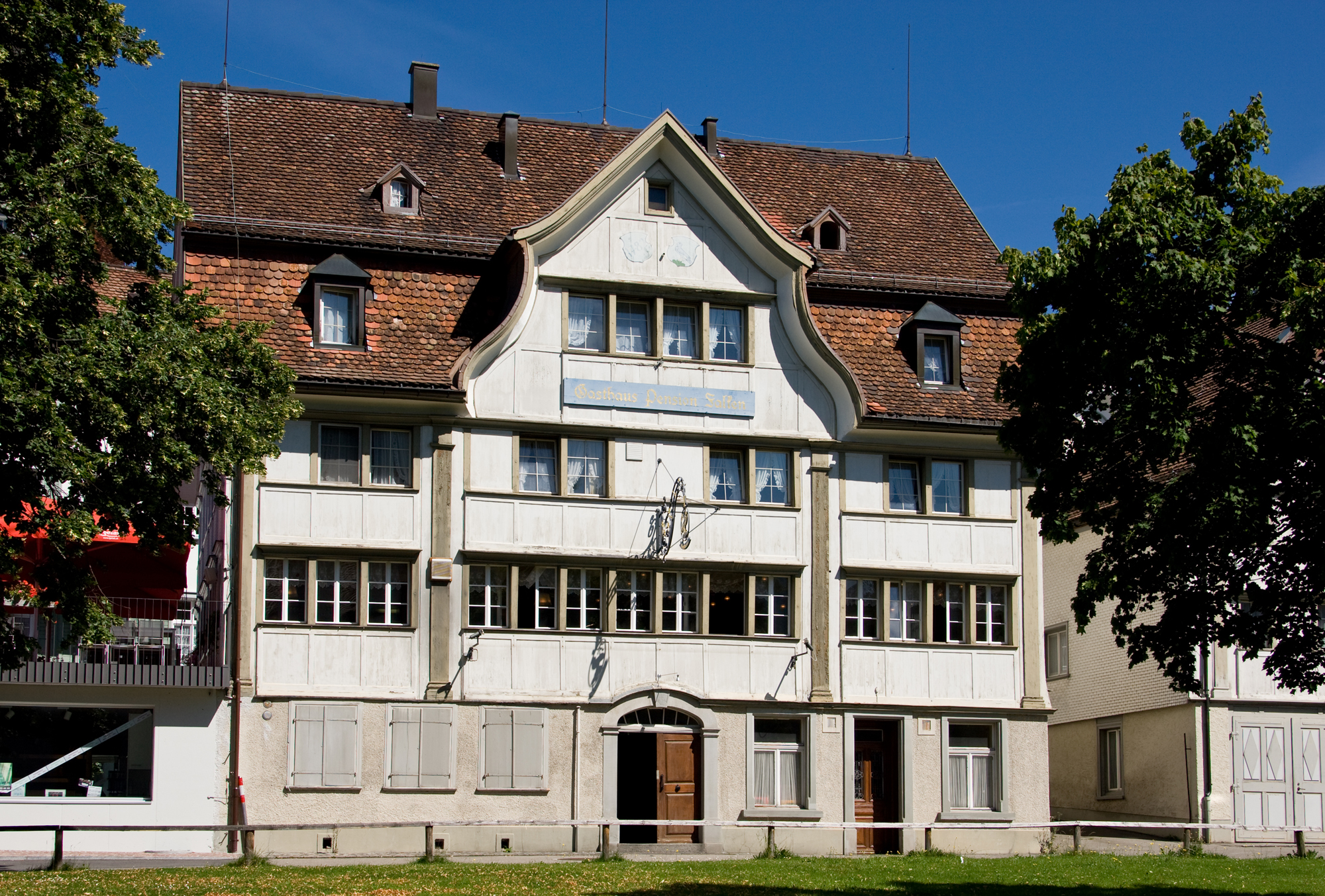
Gasthaus zum Falken
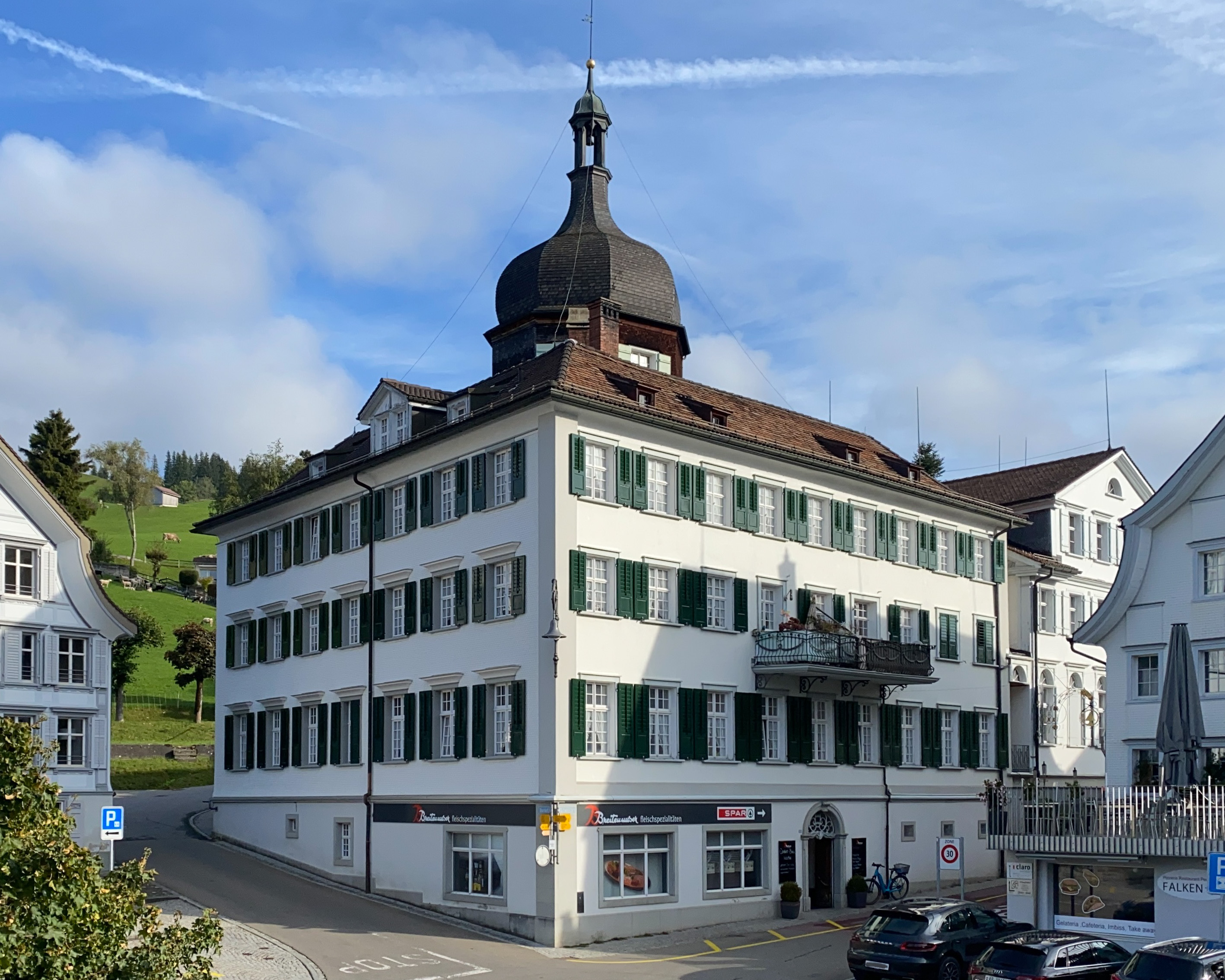
Haus zum Neuen Ochsen
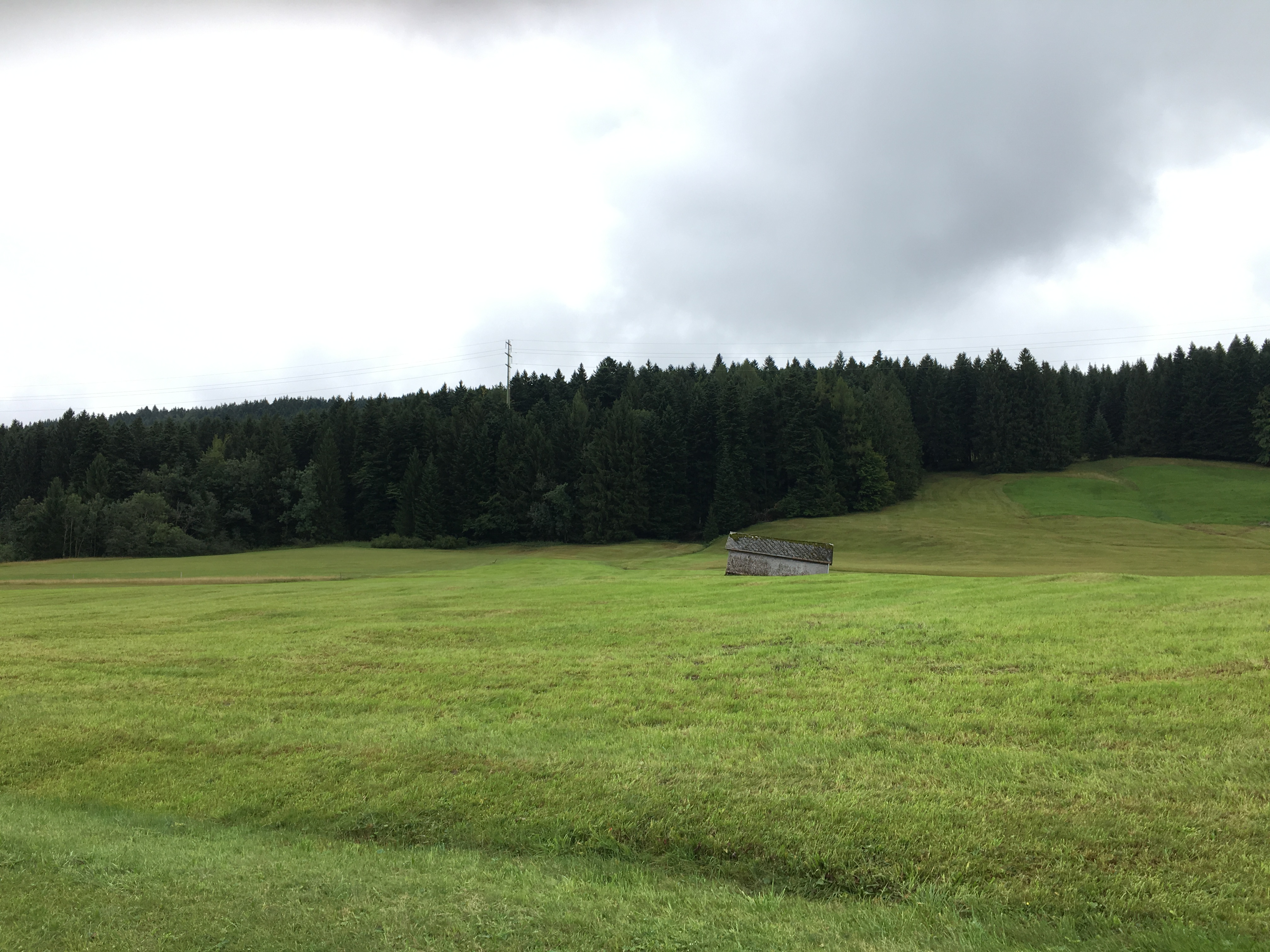
Schuppen im Hochmoor von Gais AR, September 2017